# 2019年4月

## 4月1日
- 日本政府宣布5月1日起的年號為令和。[1]
- 金正男遇刺事件越南籍被告段氏香獲馬來西亞當局改控較輕的「以危險武器或手段造成傷害罪」，段氏香認罪，被判3年又4個月有期徒刑。[2]
- 四川省凉山州木里县发生森林火灾，30名扑火队员（27名森林消防指战员和3名干部群众地方扑火人员）的遗体全部找到。[3]中华人民共和国应急管理部官方网站已换成黑白色以示哀悼。[4]

## 4月2日
- 阿尔及利亚总统阿卜杜勒-阿齐兹·布特弗利卡辭職，即時立效。[5]

## 4月3日
- 汶莱加強執行伊斯蘭教法的新法律生效，同性戀人士有性行為最高可被判處石刑處死，而偷竊犯可被截肢。國際社會譴責此舉為倒退。[6]

## 4月4日
- 利比亞國民軍司令哈利法·贝加斯姆·哈夫塔尔下令部隊向民族團結政府控制的首都的黎波里進軍。[7]

## 4月6日
- 2019年馬爾代夫國會選舉進行投票。[8]

## 4月7日
- 2019年安道爾國會選舉進行投票。[9]

## 4月8日
- 美國政府把伊朗伊斯兰革命卫队列為恐怖組織[10]，随即伊朗政府也将美国中央司令部及其下属部队列为恐怖组织[11]。

## 4月9日
- 2019年以色列議會選舉進行投票[12]。
- 粤港澳三地政府联合在东京举办粤港澳大湾区推介会，这是《粤港澳大湾区发展规划纲要》公布后，三地政府首次联合在海外举办推广活动。粤港澳三地和日本政商界有1000多名代表出席会[13]。

## 4月10日
- 事件視界望遠鏡團隊宣布於M87星系首次成功觀測到超大質量黑洞，也是人類首次觀測到的黑洞[14]。

## 4月11日
- 2019年印度大選開始分階段投票[15]。
- 蘇丹軍方發動政變，推翻總統奥马尔·巴希尔政府並宣佈廢除2005年憲法[16]。
- 英國警方拘捕維基解密共同創辦人朱利安·阿桑奇[17]。
- 以色列的创世纪航天器在月球表面降落時墜毀[18]。
- 朝鲜最高人民会议再次推选金正恩为国务委员会委员长，崔龙海当选为最高人民会议常任委员会委员长和国务委员会第一副委员长，两人分别被确立第一二把手的地位[19]。

## 4月13日
- 世上已知的最後一隻雌性斑鳖去世，斑鳖正式宣告功能性灭绝[20]。
- 現時世上翼展最大的飛機Roc首次試飛成功[21]。

## 4月14日
- 2019年芬蘭議會選舉進行投票[22]。

## 4月15日
- 巴黎聖母院發生火災[23]。
- 中国人民解放军飞机绕台岛巡航。中华民国总统蔡英文及AIT主席莫健均表示批评[24]。

## 4月17日
- 印度尼西亚舉行總統和立法機構選舉[25]。
- 美国国务卿邁克·蓬佩奧宣布美国将正式启动《赫爾姆斯-伯頓法案（英语：Helms–Burton Act）》第三条，允许美国公民起诉在古巴运营的外国企业，为曾被卡斯特罗政权没收的财产提出索赔[26]。
- 耶鲁大学的科學家發表報告，稱他們在實驗中成功讓已屠宰數小時的豬的脑部恢復基本細胞活動，但那些腦未有產生可探測的象徵意识或感知能力的腦電活動[27]。
- 葡萄牙馬德拉發生巴士車禍，至少29人喪生[28]。

## 4月18日
- 巴基斯坦財政部長阿薩德·烏馬爾辭職[29]。
- 中华人民共和国政府公布数据显示，3月中国大陆出口同比增长14.2%，远超市场预期的同比增长6.5%[30]。
- 美國司法部發佈特别检察官羅伯特·穆勒的通俄門调查报告經刪減的版本[31]。

## 4月20日
- 埃及舉行修憲公投[32]。

## 4月21日
- 斯里蘭卡多地發生爆炸，造成至少207人喪生、450人受傷[33]。
- 2019年烏克蘭總統選舉進行次輪投票[34]。
- 2019年北馬其頓總統選舉進行投票[35]。

## 4月22日
- 菲律宾呂宋島發生地震，造成至少16人喪生[36]。

## 4月23日
- 中华人民共和国在山东省青岛市举行中国人民解放军海军成立70周年海上阅兵，中方34艘舰艇及外方18艘舰艇参阅[37]。

## 4月25日
- 前美國副總統乔·拜登宣佈將參加2020年美國總統選舉[38]。
- 第二届一带一路国际合作高峰论坛在中华人民共和国首都北京市举行，38位国家领导人与2位国际组织负责人与会[39]。

## 4月28日
- 2019年西班牙大選進行投票[40]。

## 4月29日
- 2019年北京世界园艺博览会在中华人民共和国北京市开幕。
- 氣旋肯尼斯在莫桑比克已造成38人喪生[41]。
- 美国司法部副部長羅德·羅森斯坦（英语：Rod Rosenstein）宣佈辭職，將於5月11日離任[42]。

## 4月30日
- 日本明仁天皇退位[43]。